# 南栄町 (豊橋市)
南栄町（みなみさかえちょう）は、愛知県豊橋市の地名。

## 地理
豊橋市中央南部に位置する。東は弥生町・町畑町、西は草間町、南は高師町、北は富本町・橋良町に接する。

### 字一覧
- 蟹原（かにはら）[WEB 5]
- 空池（からいけ）[WEB 5]
- 東山（ひがしやま）[WEB 5]

## 歴史

### 人口の変遷
国勢調査による人口および世帯数の推移。
| 1995年（平成7年）  | 1175世帯 2933人 |  |
| 2000年（平成12年） | 1149世帯 2721人 |  |
| 2005年（平成17年） | 1152世帯 2531人 |  |
| 2010年（平成22年） | 1072世帯 2253人 |  |
| 2015年（平成27年） | 1037世帯 2183人 |  |

## 交通
- 愛知県道平井牟呂大岩線[1]
- 国道259号[1]
- 豊橋鉄道渥美線南栄駅[1]

## 施設
- 南栄郵便局[1]
- 市営南栄住宅[1]
- 市営高師住宅[1]
- 市営空池住宅[1]
- 進雄神社[1]

### WEB
1. ↑  “愛知県豊橋市の町丁・字一覧”.   人口統計ラボ. 2023年4月13日閲覧。
2. ↑  総務省統計局 (2017年1月27日). “平成27年国勢調査の調査結果(e-Stat) - 男女別人口及び世帯数 －町丁・字等” (CSV). 2021年7月21日閲覧。
3. ↑  “愛知県豊橋市の郵便番号一覧”.   日本郵便. 2023年4月13日閲覧。
4. ↑  “市外局番の一覧” (PDF).   総務省 (2022年3月1日). 2022年3月22日閲覧。
5. 1 2 3  “愛知県豊橋市南栄町の住所一覧”.   ゼンリン. 2024年9月20日閲覧。
6. ↑  総務省統計局 (2014年3月28日). “平成7年国勢調査の調査結果(e-Stat) - 男女別人口及び世帯数 －町丁・字等” (CSV). 2021年7月20日閲覧。
7. ↑  総務省統計局 (2014年5月30日). “平成12年国勢調査の調査結果(e-Stat) - 男女別人口及び世帯数 －町丁・字等” (CSV). 2021年7月20日閲覧。
8. ↑  総務省統計局 (2014年6月27日). “平成17年国勢調査の調査結果(e-Stat) - 男女別人口及び世帯数 －町丁・字等” (CSV). 2021年7月21日閲覧。
9. ↑  総務省統計局 (2012年1月20日). “平成22年国勢調査の調査結果(e-Stat) - 男女別人口及び世帯数 －町丁・字等” (CSV). 2021年7月21日閲覧。
10. ↑  総務省統計局 (2017年1月27日). “平成27年国勢調査の調査結果(e-Stat) - 男女別人口及び世帯数 －町丁・字等” (CSV). 2021年7月21日閲覧。

### 書籍
1. 1 2 3 4 5 6 7 8 9 10  「角川日本地名大辞典」編纂委員会 1989, p. 1797.